# Félix de Lodi
Félix de Lodi, mort le 12 juin 304 à Lodi dans la région de Milan, est un saint et martyr chrétien fêté avec son compagnon saint Nabor le 12 juillet.

## Biographie
Selon la tradition, Félix et son compagnon Nabor étaient légionnaires dans l'armée de Maximien Hercule. Ils étaient originaires de Maurétanie (Afrique du Nord). Ils sont morts martyrs à Lodi le 12 juin 304 et ont été inhumés dans une église de Milan où saint Ambroise a retrouvé leurs reliques.
Avec saint Nabor, il est considéré comme un saint patron et il est invoqué lors des maladies infantiles. Ils sont fêtés le 12 juillet.
Il est le saint patron de diverses villes dont Sant Feliu de Guíxols et Cadenabbia.